# Synageles idahoanus
Synageles idahoanus är en spindelart som först beskrevs av Willis J. Gertsch 1934.  Synageles idahoanus ingår i släktet Synageles och familjen hoppspindlar. Inga underarter finns listade i Catalogue of Life.